# Julija Soldatova
Julija Nikolaevna Soldatova (in russo Юлия Николаевна Солдатова?; Mosca, 17 maggio 1981) è un'ex pattinatrice artistica su ghiaccio russa.

## Palmarès
| Internazionali                                        | Internazionali | Internazionali | Internazionali | Internazionali | Internazionali | Internazionali | Internazionali | Internazionali |
| Event                                                 | 1995–96 (RUS)  | 1996–97 (RUS)  | 1997–98 (RUS)  | 1998–99 (RUS)  | 1999–00 (RUS)  | 2000–01 (BLR)  | 2001–02 (BLR)  | 2003–04 (RUS)  |
| ----------------------------------------------------- | -------------- | -------------- | -------------- | -------------- | -------------- | -------------- | -------------- | -------------- |
| Giochi olimpici invernali                             |                |                |                |                |                |                | 18°            |                |
| Campionati mondiali                                   |                |                |                | 3°             |                | 20°            | 18°            |                |
| Campionati europei                                    |                |                | 7°             | 2°             |                | R              |                |                |
| GP Finale                                             |                |                |                |                | 4°             |                |                |                |
| GP Cup of Russia                                      |                |                |                | 2°             | 2°             |                |                |                |
| GP Lalique                                            |                |                |                |                |                | 6°             |                |                |
| GP Skate America                                      |                |                |                |                | 2°             |                |                |                |
| GP Skate Canada                                       |                |                |                |                | 2°             |                |                |                |
| Golden Spin                                           |                |                |                | 1°             |                | 1°             |                |                |
| Karl Schäfer Memorial                                 |                | 5°             |                |                |                | 1°             |                |                |
| Nebelhorn Trophy                                      |                |                |                |                |                |                | 10°            |                |
| Internazionali: Junior                                |                |                |                |                |                |                |                |                |
| Campionati mondiali                                   |                |                | 1°             |                |                |                |                |                |
| JGP Finale                                            |                |                | 1°             |                |                |                |                |                |
| JGP Germania                                          |                |                | 2°             |                |                |                |                |                |
| JGP Ungheria                                          |                |                | 1°             |                |                |                |                |                |
| Festival olimpico della gioventù europea              |                | 1°             |                |                |                |                |                |                |
| Nazionali                                             |                |                |                |                |                |                |                |                |
| Campionati bielorussi                                 |                |                |                |                |                | 1°             | 1°             |                |
| Campionati russi                                      | 7°             | 4°             | 2°             | 2°             | 4°             |                |                | 2°             |
| GP = Grand Prix; JS = Junior Grand Prix; R = Ritirata |                |                |                |                |                |                |                |                |